# Klaudia Medycejska
Klaudia de’ Medici (ur. 4 czerwca 1604 we Florencji, zm. 25 grudnia 1648 w Innsbrucku) – księżniczka Toskanii, arcyksiężna Austrii.

## Życiorys
Klaudia Medycejska była córką Ferdynanda I, wielkiego księcia Toskanii, i Krystyny Lotaryńskiej. Imię otrzymała na cześć babki ze strony matki – Klaudii de Valois, księżniczki francuskiej.
W latach 1620–1622 była żoną Federica della Rovere, syna Francesca Maria II della Rovere, księcia Urbino. Z mężem doczekała się jedynie córki:
- Wiktorii (Vittoria) della Rovere, żony Ferdinanda II de’ Medici, wielkiego księcia Toskanii.

Po przedwczesnej śmierci pierwszego męża Klaudia wyszła za mąż po raz drugi. 19 kwietnia 1626 poślubiła arcyksięcia Leopolda V Habsburga. Z tego związku pochodziło pięcioro dzieci:
- Maria Eleonora (ur. 1627, zm. 1629),
- Ferdynand Karol (ur. 1628, zm. 1662) – hrabia Tyrolu, mąż Anny Medycejskiej,
- Izabela Klara (ur. 1629, zm. 1685) – żona Karola III Gonzagi, księcia Mantui,
- Zygmunt Franciszek (ur. 1630, zm. 1665) – hrabia Tyrolu i regent wyższej Austrii, mąż Marii Hedwigi Augusty, hrabiny Sulzbach,
- Maria Leopoldyna (ur. 1632, zm. 1649) – żona Ferdynanda III Habsburga, cesarza rzymsko-niemieckiego.

Klaudia zmarła w Innsbrucku w 1648.